# Paradidymocentrus
Paradidymocentrus es un género de escarabajos longicornios de la tribu Acanthocinini.

## Especies
- Paradidymocentrus maindroni Breuning, 1978
- Paradidymocentrus parterufipennis Breuning, 1956